# Giao hưởng số 3 (Borodin)
Giao hưởng số 3 cung La trưởng là bản giao hưởng chưa hoàn thành và cũng là bản cuối cùng của nhà soạn nhạc người Nga Alexander Borodin. Tác phẩm được viết trong các năm 1882 và 1886-1887. Tác phẩm được viết để dành cho 2 flute, 2 oboe, 2 clarinet, 2 bassoon, 4 kèn horn, 2 trumpet, 3 trombone, timpani và nhạc cụ bộ dây. Trước khi mất, ông viết được hai chương:
- Moderato assai
- Scherzo. Vivo

Sau đó, ông mất vì trụy tim. Tuy nhiên, Alexander Glazunov đã hoàn thiện tác phẩm. Nó được xuất bản tại Leipzig vào năm 1889.